# Chrysoglossum ensigerum
Chrysoglossum ensigerum är en orkidéart som beskrevs av W.Burgh och De Vogel. Chrysoglossum ensigerum ingår i släktet Chrysoglossum och familjen orkidéer. Inga underarter finns listade i Catalogue of Life.